# You & I
You & I (tj. Ty a já) je německý hraný film z roku 2014, který režíroval Nils Bökamp podle vlastního scénáře. Film popisuje prázdninovou cestu dvou kamarádů německým venkovem.

## Děj
Jonas vyráží z Berlína na cestu Braniborskem do jezerní oblasti Ukerská marka, aby zde nafotil snímky pro svou novou výstavu. Na cestu opuštěným venkovem pozve z Londýna svého kamaráda Philipa. Starou dodávkou putují krajinou a Jonas vybírá zajímavé lokace pro focení. Cestou naberou stopaře, Poláka Borise. Ten jim poradí cestu na sídlo Carinhall a tak ho vezmou s sebou. Jejich cesta pokračuje za malý zámek, který vlastní Jonasův profesor, a kde Jonas může několik dní zůstat. Cestou se utvoří vztah mezi Philipem a Borisem. Jonas na základě toho začne přehodnocovat svůj vlastní vztah k Philipovi.

## Obsazení
| Eric Klotzsch    | Jonas  |
| George Taylor    | Philip |
| Michal Grabowski | Boris  |